# Amy Finkelstein
Amy Nadya Finkelstein (ur. 2 listopada 1973) – profesor ekonomii pracująca na MIT, pracowniczka naukowa i dyrektorka programów badawczych NBER oraz Poverty Action Lab. Laureatka licznych nagród, takich jak John Bates Clark Medal z 2012 i stypendium MacArthur Fellowship z 2018. Zajmuje się empirycznymi badaniami i ewaluacjami w obszarze finansów publicznych i ekonomii zdrowia.

## Życiorys

### Wykształcenie
Jej rodzice są uniwersyteckimi biologami i – według jej relacji – odkąd pamięta, także chciała podjąć karierę akademicką. Ukończyła studia z administracji publicznej na Uniwersytecie Harvarda ze stypendium Trumana (AB cum laude, 1995), ekonomii na Uniwersytecie Oksfordzkim ze stypendium Marshalla (MP 1997) i na MIT (Ph.D. 2001), broniąc doktorat pod kierunkiem Jamesa M. Poterby i Jonathana Grubera. Jak opisuje, w trakcie nauki odkryła, że najbardziej lubi pracę i dane empiryczne. Nabrała pełnego przekonania do ekonomii w czasie stażu studenckiego w prezydenckiej Radzie Doradców Ekonomicznych, gdzie doświadczyła pracy nad praktycznymi i znaczącymi problemami publicznymi.

### Praca
Przez cztery lata pracowała na Harvardzie, od 2005 należy do kadry MIT. Jest członkinią Amerykańskiej Akademii Sztuk i Nauk i Fellow Econometric Society.
Jej głównym obszarem badań są finanse publiczne i ekonomia zdrowia, w szczególności rynki ubezpieczeń. Analizuje zawodności rynku i państwa i wykonuje ewaluacje publicznych interwencji. Jest jedną z głównych badaczek randomizowanego eksperymentu Oregon Medicaid Health Experiment.